# Spaanse Weg

De Spaanse weg, om via gebieden in handen van de Habsburgers (paars, groen en oranje), manschappen over te brengen naar de Nederlanden.

De Spaanse Weg (Spaans: Camino Español)  is de naam voor verschillende militaire routes ten behoeve van legers van het Spaanse Rijk. Ze verbonden in de late zestiende en vroege zeventiende eeuw de Spaanse territoria hertogdom Milaan, Franche-Comté en Spaanse Nederlanden met elkaar. Het waren ook handelsroutes. De krijgsmacht van Philips II in de Spaanse Nederlanden, die via de Spaanse Weg van manschappen en geld moest worden voorzien, werd het Leger van Vlaanderen genoemd.
De weg was een vitale verkeersader voor de Spaanse oorlogsinspanning tijdens de Tachtigjarige Oorlog tegen de Nederlandse Republiek. Het zou veel sneller zijn geweest om troepen en voorraden rechtstreeks vanuit Spanje naar de Lage Landen te verschepen - een zeilschip uit die tijd kon gewoonlijk ongeveer 200 kilometer per dag afleggen, terwijl het gemiddelde tempo van soldaten die op de Spaanse weg marcheerden slechts 23 kilometer per dag was - maar voor Spaanse schepen die het Engelse Kanaal in zeilden, betekende dat een dodelijke fuik van aanvallen van de Fransen, Engelsen en Nederlanders, die allemaal gedurende deze periode vijandig tegenover Spanje stonden. Het was daarom veel veiliger voor Spanje om zijn legers over de relatief veilige wateren van de westelijke Middellandse Zee naar Italië te vervoeren en ze vervolgens over land langs de 1000 kilometer lange Spaanse Weg van Milaan naar Luxemburg te marcheren. Tussen 1567 en 1633 werden via deze route over land ongeveer 123.000 mannen naar de Spaanse Nederlanden vervoerd, vergeleken met slechts 17.600 over zee.

## Achtergrond
Het conflict tussen Filips II van Spanje en de Nederlandse rebellen in de Spaanse Nederlanden, dat in 1568 overging in de Tachtigjarige Oorlog, maakte deel uit van een bredere Europese machtsstrijd in de zestiende eeuw tussen katholieken en protestanten. Rond 1550 hadden oorlogen tegen zowel de Duitse protestanten als het katholieke Frankrijk Spanje financieel uitgeput, waardoor de Spaanse Nederlanden nieuwe belastingen moesten heffen. De Habsburgse Nederlanden moesten dus betalen voor Spaanse oorlogen, waar dit overzeese territorium niet om had gevraagd en geen deel van uitmaakte. De wrok die dit veroorzaakte, werd nog verergerd door een slechte oogst in 1565, wat leidde tot hongersnood in 1566 (bekend als het 'Hongerjaar' of 'Wonderjaar'). In datzelfde jaar bereikte de sociale, politieke en religieuze onrust een hoogtepunt met het Compromis der Edelen en de Beeldenstorm, waardoor de regering van Filips' landvoogdes in Brussel, Margaretha van Parma, in gevaar leek te komen. Spaanse troepen onder leiding van de hertog van Alva werden uitgezonden om de orde te herstellen en de vermeende opstandelingen te straffen, wat leidde tot de Nederlandse Opstand en de daaruit voortvloeiende Tachtigjarige Oorlog. Omdat de Spaanse troepen niet over zee vervoerd konden worden, werd een route gevonden om troepen van Lombardije over land naar de Spaanse Nederlanden te verplaatsen. De Spaanse weg werd in 1566 in kaart gebracht en door Alva in juli 1567 in gebruik genomen.

## Geschiedenis

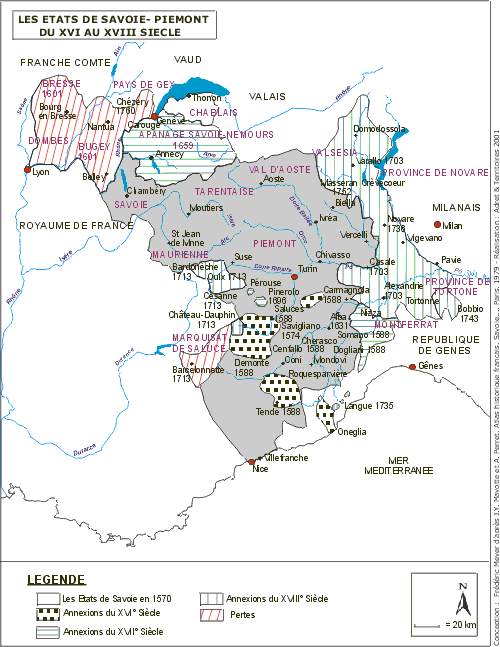
Hertogdom Savoye, 1500–1800. De Bugey en de Bresse zijn de rood geaccentueerde gebieden in het noordwesten van de plattegrond.

### 1567-1601: Savoyaardse route
De oorspronkelijke route van de Spaanse Weg liep in noordwestelijke richting van het hertogdom Milaan door het hertogdom Savoye, een Spaanse bondgenoot, via de Franche-Comté, en vandaar noordwaarts door het hertogdom Lotharingen, eveneens een Spaanse bondgenoot, naar het hertogdom Luxemburg in de Zeventien Provinciën. Dit was de weg waarlangs Alva's troepen in 1567 trokken. De Spaanse troepen zouden deze route de er op volgende dertig jaar redelijk ongestoord gebruiken.
Rond de eeuwwisseling werd Savoye echter door Frankrijk verslagen in de Frans-Savoyaardse oorlog, die resulteerde in het Verdrag van Lyon (1601). Savoye werd gedwongen zijn twee meest noordelijke provincies Bugey en Bresse af te staan aan Frankrijk. Als gevolg daarvan lag een aanzienlijk deel van de Spaanse weg nu op Frans grondgebied. Frankrijk stond in deze periode vijandig tegenover Spanje, de twee koninkrijken hadden in 1598 nog oorlog gevoerd. De troepenbewegingen langs deze route werden hierdoor geblokkeerd en Spanje moest een alternatief zien te vinden.
Nu de route door Bugey en Bresse door de Fransen was afgesloten, steunden de Spanjaarden een poging van de hertog Karel Emanuel I van Savoye om de Republiek Genève te veroveren. De gedachte hierachter was dat de Republiek zowel aan Savoye als aan Franche-Comté grensde en de aanhechting ervan bij Savoye de Spaanse troepen in staat zou stellen om de Fransen te omzeilen en weer rechtstreeks vanuit Savoye de Franche-Comté te bereiken. Karel Emanuels poging om de vesting om Genève in te nemen mislukte echter. Het afslaan van de Savoyaardse aanval in de nacht van 12 december 1602 wordt in Genève nog steeds gevierd tijdens het Festival l'Escalade.

### 1601-1609: Zwitserse en Valtellinese route
De mislukking van de Savoyaardse aanval op Genève deed de laatste hoop op het herstellen van de oude route van de Spaanse weg door Savoye in rook opgaan en daarom gingen de Spanjaarden op zoek naar een alternatieve route ten oosten van de Savoye.
De eenvoudigste optie was om de troepen vanuit Milaan naar het noorden te dirigeren over de Sint-Gotthardpas en vervolgens door Centraal-Zwitserland naar de Bovenrijn. Na de oversteek van de Rijn zouden de Spaanse legers in Voor-Oostenrijk uitkomen, dat een bevriend gebied was aangezien de Oostenrijkse Habsburgers neven en nauwe bondgenoten waren van de eigen Spaans-Habsburgse koninklijke familie. Vanuit Opper-Oostenrijk konden de Spanjaarden dan rechtstreeks door het naburige Opper-Elzas, een ander Oostenrijks bezit, naar hertogdom Lotharingen en dan verder naar de Spaanse Nederlanden marcheren. De Zwitserse Confederatie was in principe bereid Spaanse troepen op haar grondgebied toe te laten, maar de aanwezigheid op Zwitsers grondgebied van katholieke troepen op weg naar de strijd tegen de protestantse Nederlandse Republiek veroorzaakte aanzienlijke onrust in de protestantse kantons en dreigde een nieuwe fase van de sektarische burgeroorlogen, zoals de in 1529 uitgevochten Eerste Kappeleroorlog, uit te lokken. Om de Spaanse troepen zo onopvallend mogelijk te maken, legde de Confederatie daarom een aantal voorwaarden op aan hun doortocht door Zwitserland - het in 1604 overeengekomen verdrag bepaalde bijvoorbeeld dat Spaanse soldaten op Zwitserse bodem ongewapend en met niet meer dan tweehonderd man tegelijk. De strengheid van deze beperkingen maakte het voor Spanje moeilijk om zijn troepen efficiënt door Zwitserland te verplaatsen; na zes expedities langs deze route werd ze definitief opgegeven.
Als alternatief konden de Spanjaarden een omweg nog verder naar het oosten nemen en hun legers ten noordoosten van Milaan door de Valtellina-vallei sturen, het meest zuidelijke gebied van de Drei Bünde (nu onderdeel van het Kanton Graubünden). In het oosten van de Valtellina lag de Stelviopas, die toegang gaf tot het graafschap Tirol, ook Oostenrijks-Habsburgs grondgebied, van waaruit de Spaanse troepen via Opper-Oostenrijk naar de Opper-Elzas konden trekken en vervolgens noordwaarts door Lotharingen naar de Spaanse Nederlanden, dat deel was dus dezelfde route als die vanaf Savoye. Dat dit een mogelijk alternatief was bleek wel uit het feit dat de Spaanse gouverneur van Milaan, de graaf van Fuentes al in 1592 een overeenkomst met de Drei Bünde had gesloten om deze route te kunnen  gebruiken.
De Bonden waren echter net als de Zwitserse Confederatie een biconfessionele federatie, bestaande uit een lappendeken van katholieke en protestantse gebieden, deze laatste hadden een hekel aan de Spaanse aanwezigheid binnen hun grenzen om dezelfde redenen als hun Zwitserse geloofsgenoten; bovendien werd hun vijandigheid jegens Spanje om geopolitieke redenen aangewakkerd door de katholieke vijanden van Spanje, te weten Frankrijk en Venetië. In 1603 haalden de Venetianen de Bonden over om hen exclusieve toegang te verlenen tot de Valtellina, waardoor de overeenkomst die de Bonden elf jaar eerder met Fuentes hadden gesloten teniet werd gedaan. De gouverneur reageerde door op de Milanese-Valtellinese grens Fort Fuentes te bouwen in een poging de Bond te intimideren om van het Venetiaanse verdrag te af te zien. Dit had echter weinig resultaat.
Als gevolg van de Franse annexatie van Bugey en Bresse, de zware beperkingen die werden opgelegd aan de doorgang door de Zwitserse Confederatie en het Venetiaanse verdrag met de Driebond waren rond 1610 alle drie de routes van de Spaanse weg voor Spaanse troepen vrijwel onbegaanbaar geworden. Op korte termijn was dit geen groot probleem, aangezien in 1609 het Twaalfjarig Bestand was gesloten. De oorlogshandelingen tussen de Noordelijke Nederlanden en Spanje werden opgeschort wat de noodzaak wegnam om een gestage stroom  versterkingen naar het Leger van Vlaanderen te sturen.

### 1619-1635: De Heropende Valtellinese route
Het Twaalfjarig Bestand verliep in 1621 en Spanje zag zich genoodzaakt weer grote legers naar de Lage Landen te sturen. Het werd daarom noodzakelijk de Spaanse weg te heropenen. De hertog van Feria, de opvolger van Fuentes als gouverneur van Milaan, begon daarom een katholieke opstand in de 'Bond', wat leidde tot een burgeroorlog – de zogenaamde Bündner Wirren – binnen de federatie. Terwijl de Bond in burgeroorlog was, viel de hertog de vallei van Valtellina binnen in een poging dit gebied te annexeren en zo de Spaanse weg via Tirol te heropenen. Dit verontrustte Frankrijk, dat een expeditiemacht naar de Valtellina stuurde onder het bevel van de bergoorlogspecialist François de Bonne de Lesdiguières. De daarop volgende Valtellina-oorlog eindigde in een impasse en onder het Verdrag van Monzón in 1626 werd Spanje gedwongen de Valtellina terug te geven aan de Driebond. Wel werd de route via de Stelviopas heropend en konden de  troepenbewegingen langs de Spaanse weg hervat worden.
Meerdere Spaanse legers gebruikten de Spaanse Weg in de late jaren 1620 en begin jaren 1630, sommige naar het traditionele slagveld in de Lage Landen en andere naar Duitsland, waar de Dertigjarige Oorlog woedde en de belegerde Oostenrijkse Habsburgers gesteund moesten worden. Een van de Spaanse legers die de weg in deze periode gebruikten, was dat van kardinaal-infante Ferdinand die een reeks belangrijke overwinningen behaalde in Duitsland, waaronder de Eerste Slag om Nördlingen.

### 1635-1648: De laatste jaren van de Spaanse Weg
De Habsburgse overwinningen in Duitsland verontrustten de Franse eerste minister Kardinaal Richelieu, die in 1635 Frankrijk in de Dertigjarige Oorlog tegen Oostenrijk bracht en ook Spanje de oorlog verklaarde. In de late jaren 1630 zette Henri de Rohan een tweede Franse expeditie in de Valtellina op, waardoor de Spaanse troepenbewegingen door de vallei werden belemmerd, terwijl andere Franse troepen de Opper-Elzas binnenvielen, die ze veroverden en permanent bij Frankrijk inlijfden na het verslaan van de Oostenrijkers in de Slag bij Breisach. De Spaanse weg werd daarbij op twee punten door midden gesneden, in het zuiden tussen Milaan en Tirol en in het noorden tussen Opper-Oostenrijk en Lotharingen.
Met de afsluiting van de Spaanse weg werden de Spanjaarden gedwongen hun legers over zee naar de Lage Landen te vervoeren. In 1639 werd een van deze konvooien voor de Engelse kust aangevallen door de Nederlandse admiraal Maarten Tromp, wat leidde tot de Zeeslag bij Duins waarin Tromp de Spaanse vloot vernietigde die de troepenschepen begeleidde. Deze catastrofale nederlaag verlamde de Spaanse zeemacht, waardoor het voor Spanje vrijwel onmogelijk werd om in versterkingen en bevoorrading voor het Leger van Vlaanderen te voorzien. Deze strategische catastrofe speelde een belangrijke rol bij het eindelijk beëindigen van de Tachtigjarige Oorlog met de Vrede van Münster in 1648.

## Logistiek
Nadat rekruten waren geworven werden zij naar de Nederlanden overgebracht. Soldaten uit Spanje en Zuid- en Midden-Italië gingen eerst per schip naar Genua en vanaf daar over land via de chemin des Espagnols, ofwel Spaanse Weg, naar het noorden. In de zestiende eeuw is wel enkele malen geprobeerd om via de zeeroute geld en soldaten naar de Nederlanden te zenden, maar dit werd vrijwel iedere keer een mislukking door de overmacht op zee van hugenoten, Engelsen en watergeuzen
Langs de Spaanse Weg werd behalve mankracht ook soldij voor het Leger van Vlaanderen overgebracht naar het noorden. Al bij het uitbreken van de oorlog was nagedacht over een geschikte route. Uiteindelijk werd dit de route van Genua via Piëmont, Savoye, Lotharingen en Luxemburg. De koning van Spanje had bezittingen langs de route, waaronder Lombardije, Franche-Comté en de Nederlanden, waar het leger doorheen kon reizen. Met overige landen op de route werden verdragen gesloten, zoals met de Republiek Genua. In colonnes van tot tienduizend soldaten met honderden pakezels reisden de soldaten, geleid door gidsen, zo'n veertig tot zestig dagen, waarbij zij rivieren moesten oversteken, bergen moesten passeren en bossen moesten doorkomen, voordat zij aankwamen in de Nederlanden.
Britse huurlingen werden vaak door zelf geregelde handelsschepen, vanuit Waterford, Southampton of een andere haven naar de overkant van het Kanaal vervoerd, onder andere naar Duinkerke. Wanneer de Staatsen de Vlaamse havens blokkeerden, weken de schepen uit naar havens in Noord-Frankrijk, waarna de manschappen de reis te voet voortzetten.
Soldaten die in de Duitse staten werden geworven, konden het makkelijkst naar de Spaanse Nederlanden reizen. Om de Spaanse gebieden vanuit Keulen en München, waar veel troepen vandaan kwamen, te bereiken, moest men alleen door de hertogdommen Kleef en Gulik trekken. Daarvoor was wel toestemming vereist van de lokale machthebber en van de keizer.
Ook voor de soldaten uit het graafschap Tirol en de Elzas was het ondanks de grotere afstand een relatief makkelijke onderneming. De Habsburgers, het huis van de Spaanse koning, beheerden vrijwel aaneengesloten land vanaf Wenen tot de Rijn. Bij de Rijn aangekomen moesten ze via de Allgäu, in het noorden van de Alpen, richting Bazel. Het vervolg van de reis was moeilijker, omdat het gebied van de Rijnvallei behoorde tot de Palts en het hertogdom Zweibrücken, die in oorlog waren met de Habsburgers. Omdat deze reisweg niet beschikbaar was, liep de route via het hertogdom Lotharingen, waar de Rijn bij Straatsburg overgestoken werd en de troepen het Spaans-Nederlandse Luxemburg konden bereiken. Een korte tijd was het mogelijk voor de Spanjaarden om door de Palts te trekken, omdat zij het gebied in 1622 hadden veroverd op Frederik V. Dit duurde tot 1631, toen het Zweedse leger Mainz en het omliggende gebied had bezet en afgesloten voor Habsburgse soldaten.
Er was geen strak georganiseerd systeem van accommodatie voor de troepen die langs de Spaanse Weg marcheerden. Officieren konden soms in steden langs de route verblijven maar hun mannen moesten na een dagtocht vaak onder de blote hemel slapen of geïmproviseerde hutten bouwen. De lokale bevolking was over het algemeen bang voor de soldaten vanwege het veel voorkomende plunderen, ook in bevriend gebied.
Legers trokken gewoonlijk een of twee keer per jaar langs de Spaanse weg. Een etappe-systeem voor het regelen van de bevoorrading van de troepen op bepaalde vaste punten door daarvoor aangestelde commissarissen bestond alleen in Savoye. Het had de vorm van permanente tussenstations waar soldaten en kooplieden langs de weg toegang hadden tot voedsel en onderdak wanneer ze er passeerden. Een tweede type, gevonden in Franche-Comté, Lotharingen en de Spaanse Nederlanden, werd op ad-hocbasis georganiseerd door particuliere aannemers. Zij regelden betalingen en voedsel op basis van de verwachte omvang en het verwachte reisschema van elke troepenmacht apart.

## Effecten
Hoewel de Spaanse Weg aanvankelijk een puur militaire functie had, werd het ook een belangrijke handelsroute die de Middellandse Zee met Noordwest-Europa verbond, vergelijkbaar met de middeleeuwse Via Imperii. De weg zette de Spanjaarden er ook toe aan hun diplomatieke contacten in het Alpengebied te versterken, wat leidde tot de oprichting van permanente ambassades in Savoye en de Zwitserse Confederatie die onder toezicht stonden vanuit Milaan.
Een onbedoeld gevolg van de Spaanse weg was de verspreiding van de pest door soldaten en kooplieden die er langs reisden, met name in de Valtellina-vallei in de nasleep van de Valtellina-oorlog.